# Tyble
Tyble – wieś w Polsce położona w województwie łódzkim, w powiecie wieruszowskim, w gminie Sokolniki.
W latach 1975–1998 miejscowość administracyjnie należała do województwa kaliskiego.
Według Narodowego Powszechnego Spisu Ludności i Mieszkań przeprowadzonego w 2011 roku liczba ludności zamieszkująca wieś Tyble wynosiła 453.
Przez miejscowość przebiega droga wojewódzka nr 482.